# Красная Слобода (Речицкий район)
Красная Слобода (бел. Чырво́ная Слабада́; до 1925 года — Одворница, Отверница) — посёлок в Борщевском сельсовете Речицкого района Гомельской области Белоруссии.

## Этимология
Согласно энциклопедии до 1925 года Красная Слобода (Красная Слободка, Чирвоная Слобода) именовалась Одворница, Отверница. Деревня Отверница (Одверница) прекратила существование в начале 1960-х. Красная Слобода — продолжение деревни Отверница (Одверница), но находившееся за речкой, впадающей в старое русло Днепра.

## География

### Расположение
В 18 км на восток от Речицы, 9 км от железнодорожной станции Сенозавод (на линии Гомель — Калинковичи), 33 км от Гомеля.

### Гидрография
На реке Днепр.

## Транспортная сеть
Рядом автодорога Калинковичи — Гомель. Деревянные крестьянские усадьбы стоящие бессистемно.

## История
С XIX века здесь действовала пристань, около которой в начале 1920-х годов на бывших помещичьих землях стал строиться посёлок. В 1932 году организован колхоз. 9 жителей погибли на фронтах Великой Отечественной войны. Согласно переписи 1959 года в составе совхоза «Борщевка» (центр — деревня Борщевка).
До 2 апреля 1959 года посёлок входил в состав Копанского сельсовета.

## Население

### Численность
- 2004 год — 7 хозяйств, 15 жителей.

### Динамика
- 1959 год — 45 жителей (согласно переписи).
- 2004 год — 7 хозяйств, 15 жителей.